# Trenul de noapte spre Veneția
Trenul de noapte spre Veneția (în engleză Night Train to Venice) este un film german thriller de groază, gotic contemporan, din 1993 regizat de Carlo U. Quinterio. Este o producție internațională la care au colaborat artiști britanici, italieni și germani, inclusiv Hugh Grant, Malcolm McDowell, Tahnee Welch, Evelyn Opela, Kristina Söderbaum și Rachel Rice (câștigătoarea Big Brother 9). A fost filmat în 1993 și lansat în întreaga lume în 1995.
Filmul a fost criticat pentru intriga sa neliniară și pentru referințele sale evidente la genul gotic. Într-un interviu radio din 2002, Hugh Grant a considerat că este cel mai prost film în care a apărut.
Prezintă o combinație labirintică de transgresiune sexuală, întuneric și intrigă, având o puternică similitudine cu alte texte gotice, inclusiv cu romanul Dracula. Conține icoane obscure, cum ar fi apariția constantă a unei femei și a unui copil ambii în alb, un Rottweiler feroce ce prefără să consume carne umană, venețieni cu măști ciudate și personaje din Commedia dell'arte; toate aceste elemente învelite într-o atmosferă feerică.

## Rezumat
Tânărul jurnalist scoțian Martin Gimmle (Grant) călătorește spre Veneția cu trenul pentru a preda o copie a cărții sale despre neonazismul european unui editor necunoscut. Pe drum, întâlnește o mulțime de personaje ciudate. Printre acestea se numără Străinul (McDowell), un personaj iluzoriu și malefic, care are puteri misterioase asupra oamenilor și chiar asupra viselor acestora. O întâlnește și pe Vera (Welch), o interpretă care călătorește cu fiica ei și de care se îndrăgostește.
Martin cade în cele din urmă pradă împrejurimilor sale amenințătoare, în urmărirea urmelor bandelor de neonaziști. Liderul lor, Străinul, își folosește puterile asupra lui Martin, provocându-i pierderea memoriei. Singurele persoane care îl pot ajuta să se întoarcă la fostul său sine sunt Vera și fiica sa.

## Distribuție
- Hugh Grant – Martin
- Tahnee Welch⁠(d) – Vera
- Malcolm McDowell – Străinul
- Kristina Söderbaum⁠(d) – o bătrână (Euphemia)
- Rachel Rice⁠(d) – Pia
- Evelyn Opela⁠(d) – Tatjana
- Robinson Reichel⁠(d) – Skinhead Udo